# 王覺
王覺（1492年—？），字士先，號靈柏，直隸常州府武進縣人，民籍，明朝政治人物。

## 生平
嘉靖十年（1531年）辛卯科應天府鄉試第四十名舉人。嘉靖二十年（1541年）中式辛丑科會試第九十三名，登第二甲第八十名進士。授户部主事

## 家族
曾祖王珩；祖父王尹，義官；父王覲，號柏轩，義官。母潘氏。子夢珎。